# Schulendorf
Schulendorf est une commune allemande du Schleswig-Holstein, située dans l'arrondissement du duché de Lauenbourg (Kreis Herzogtum Lauenburg), à six kilomètres au sud-est de la ville de Schwarzenbek. Schulendorf est l'une des 15 communes de l'Amt Büchen dont le siège est à Büchen.
Le château de Franzhagen, appartenant aux ducs de Schleswig-Holstein-Sonderbourg, se situait à Schulendorf.